# Prangos tuberculata
Prangos tuberculata är en flockblommig växtart som beskrevs av Pierre Edmond Boissier och Heinrich Carl Haussknecht. Prangos tuberculata ingår i släktet Prangos och familjen flockblommiga växter. Inga underarter finns listade i Catalogue of Life.